# Старий Кадлуб
Старий Кадлуб (пол. Stary Kadłub) — село в Польщі, у гміні Стара Блотниця Білобжезького повіту Мазовецького воєводства.
Населення — 321 особа (2011).
У 1975-1998 роках село належало до Радомського воєводства.

## Демографія
Демографічна структура станом на 31 березня 2011 року:
|          | Загалом | Допрацездатний вік | Працездатний вік | Постпрацездатний вік |
| -------- | ------- | ------------------ | ---------------- | -------------------- |
| Чоловіки | 157     | 41                 | 102              | 14                   |
| Жінки    | 164     | 32                 | 99               | 33                   |
| Разом    | 321     | 73                 | 201              | 47                   |